# Чемпионат мира по бегу по пересечённой местности 1980
Чемпионат мира по бегу по пересечённой местности 1980 прошёл 9 марта 1980 года в городе Париж, Франция. 
Всего было проведено 4 забега — мужчины, женщины, а также забеги юниоров и юниорок. Также разыгрывались победители в командном первенстве — складывались результаты участников от страны и по сумме наименьшего времени определялись чемпионы.

## Результаты

### Мужчины
| Место | Имя                | Гражданство | Время 0(м:с) |
| ----- | ------------------ | ----------- | ------------ |
| 1     | Крэг Виргин        | США         | 37:01        |
| 2     | Ханс-Юрген Ортманн | ФРГ         | 37:02        |
| 3     | Ник Роуз           | Англия      | 37:05        |
| 4     | Леон Шотс          | Бельгия     | 37:11        |
| 5     | Джон Робсон        | Шотландия   | 37:20        |
| 6     | Александр Антипов  | СССР        | 37:21        |
| 7     | Леонид Мосеев      | СССР        | 37:21        |
| 8     | Антонио Прито      | Испания     | 37:21        |